# Rudolf Hase
Rudolf Konrad Wilhelm Hase oder Konrad Wilhelm Rudolf Hase (geboren 23. Juni 1888 in Würzburg; gestorben 22. Juli 1967 in Gehrden) war ein deutscher Physiker mit Schwerpunkt berührungsfreie Temperaturmessung Pyrometrie, Hochschullehrer und Unternehmer sowie Gehrdener Kommunalpolitiker (NSDAP).

## Leben
Rudolf Hase war ein Enkel des hannoverschen Architekten Conrad Wilhelm Hase. Er besuchte die höhere Schule in Hannover, wo sein Vater Rudolf Hase (1861–1906) eine Handlung für Laboratoriumsbedarf (Dr. R. Hase, Institut für chemische und physikalische Apparate, Instrumente und Utensilien) gegründet hatte. Nach seinem Abitur studierte er an der Technischen Hochschule Hannover und der Universität Erlangen, an der er am 13. Juli 1913 bei Eilhard Wiedemann mit seiner Dissertation Optische und photographische Untersuchungen homologer Bunsenflammenlinien zum Dr. phil. promoviert wurde. Während des Ersten Weltkrieges diente er von 1914 bis 1918 im Deutschen Heer und leitete die Fliegerfunk-Versuchsabteilung.
Ab 1918 arbeitete Hase in Berlin und nahm dort  elektrotechnische Untersuchungen vor. 1921 siedelte er nach Hannover über, wo er – neben seinen Arbeiten über Pyrometrie und Wärmestrahlung – noch im selben Jahr das Pyrowerk Hannover gründete, eine Fabrik zur Herstellung von Temperatur-Messinstrumenten.
Zum 16. April 1929 erhielt Hase einen Lehrauftrag für Wärmemeßtechnik an der Technischen Hochschule Hannover. Nach der Machtergreifung durch die Nationalsozialisten trat er zum 1. Mai 1933 der NSDAP bei und wirkte ab dem 6. Januar 1934 als Honorarprofessor in der Fakultät für Maschinenwesen. Zum 21. September 1934 erhielt er einen Lehrauftrag für Maschinenmeßkunde, bevor er ab dem 1. Oktober 1935 als ordentlicher Professor für Technische Physik in der Fakultät für Allgemeine Wissenschaften der TH Hannover unterrichtete. Ab dem 10. Juni 1937 leitete Hase,  als Direktor das Institut für Technische Physik und Elektrowärme. Dabei beschäftigte er sich insbesondere mit Temperaturstrahlungs-Meßtechnik und -Anwendungstechnik.
Er fungierte zeitweilig als Ratsherr in Gehrden. Nach dem Zweiten Weltkrieg gab Rudolf Hase 1946 im Zuge der Entnazifizierungs-Verfahren an, er wäre ab 1935 „innerlich“ Gegner der NSDAP gewesen, habe das Amt für Wissenschaft im Nationalsozialistischen Deutschen Dozentenbund nur angenommen, um schlimmeres zu verhindern und „radikale Einflüsse zu stoppen.“
In der Nachkriegszeit übernahm Hase am 16. Juli 1952 erneut eine Honorarprofessur in der Fakultät für Maschinenwesen der TH Hannover. Nach seiner Emeritierung am 1. Oktober 1953 übernahm er die stellvertretende Leitung des Instituts für Elektrowärme.
1958 leitete Konrad Hase in Massachusetts in den Vereinigten Staaten das Amateurastronomen-Team zur Bahnverfolgung von Satelliten in der Forschungseinrichtung Smithsonian Astrophysical Observatory.
Hase starb 1967 in Gehrden wenige Wochen nach Vollendung seines 79. Lebensjahres.

## Schriften (Auswahl)
- Optische und photographische Untersuchungen homologer Bunsenflammenlinien, Philosophische Dissertation vom 22. Januar 1913 an der Universität Erlangen. Junge, Erlangen 1912
- Das Wannerpyrometer, Hannover, um 1913
- Richtungswirkungs- und Peilversuche im Flugzeug. Über Richtungsempfangsversuche im Flugzeug, I´in: Jahrbuch Drahtlose Telegrafie, 1920
- Gesamtstrahlung des Eisens bei hohen Temperaturen. Thermoelement für Strahlungsmessungen, in: Zeitschrift für Physik, 1923
- Die Widerstandsfähigkeit von Chromnickel-Thermoelementen gegenüber Metallschmelzen, Berlin: VDI-Verlag, 1929
- Einfluss des Emissionsvermögens auf die Temperaturmessung am flüssigen Eisen, Sonderdruck aus Archiv für das Eisenhüttenwesen, Jhrg. 4, 1930/31, Heft 5, Düsseldorf: Verlag Stahleisen, 1930
- Die Gesamtstrahlung des Eisens im Gebiete der Anlauffarben (= Mitteilung der Wärmestelle des Vereins deutscher Eisenhüttenleute, Nr. 204; Sonderdruck aus Archiv für das Eisenhüttenwesen, Jhrg. 8. 1934/35, Heft 3), Düsseldorf: Verlag Stahleisen, 1934
- Aus der Arbeit des Elektrowärmeinstitutes der TH Hannover, aus Elektrowärme, Jhrg. 15, 1957, [Essen]: [Vulkan-Verlag Classen], 1957